# Дзежбя
Дзежбя (пол. Dzierzbia) — деревня в Кольненском повете Подляского воеводства Польши. Входит в состав гмины Стависки. По данным переписи 2011 года, в деревне проживало 353 человека.

## География
Деревня расположена на северо-востоке Польши, на левом берегу одноимённой реки, на расстоянии приблизительно 11 километров к востоку от города Кольно, административного центра повета. Абсолютная высота — 128 метров над уровнем моря. К югу от Дзежби проходит региональная автодорога , к северу — региональная автодорога .

## История
Согласно «Списку населенных мест Ломжинской губернии», в 1906 году в деревне Дзержбя проживало 145 человек (60 мужчин и 85 женщин). В конфессиональном отношении всё население деревни исповедовало католицизм. В административном отношении деревня входила в состав гмины Стависки Кольненского уезда.
В период с 1975 по 1998 годы Дзежбя являлась частью Ломжинского воеводства.